# Domeniu (biologie)

Taxonomic Rank Graph

Domeniul (sau supraregn) este un grup taxonomic care reprezintă cel mai înalt nivel din clasificarea științifică a organismelor vii. Domeniul constă în unul sau mai multe regnuri. Termenul a fost propus în 1990 de către Carl Woese, care a împărțit toate organismele vii în trei domenii:  Se mai numesc imperii.
1. Bacteria (Eubacteria)
2. Archaea (Archaebacteria)
3. Eukaryota (Eukarya)

| Linnaeus 1735 | Haeckel 1866 | Chatton 1925 | Copeland 1938 | Whittaker 1969 | Woese et al. 1990 | Cavalier-Smith 1998  | Cavalier-Smith 2015  |
| ------------- | ------------ | ------------ | ------------- | -------------- | ----------------- | -------------------- | -------------------- |
| 2 regnuri     | 3 regnuri    | 2 domenii    | 4 regnuri     | 5 regnuri      | 3 domenii         | 2 domenii, 6 regnuri | 2 domenii, 7 regnuri |
| (netratat)    | Protista     | Prokaryota   | Monera        | Monera         | Bacteria          | Bacteria             | Bacteria             |
| (netratat)    | Protista     | Prokaryota   | Monera        | Monera         | Archaea           | Bacteria             | Archaea              |
| (netratat)    | Protista     | Eukaryota    | Protista      | Protista       | Eucarya           | Protozoa             | Protozoa             |
| (netratat)    | Protista     | Eukaryota    | Protista      | Protista       | Eucarya           | Chromista            | Chromista            |
| Vegetabilia   | Plantae      | Eukaryota    | Plantae       | Plantae        | Eucarya           | Plantae              | Plantae              |
| Vegetabilia   | Plantae      | Eukaryota    | Plantae       | Fungi          | Eucarya           | Fungi                | Fungi                |
| Animalia      | Animalia     | Eukaryota    | Animalia      | Animalia       | Eucarya           | Animalia             | Animalia             |